# Solicytacja
Solicytacja – nakłanianie penitenta przez spowiednika w czasie spowiedzi do czynności seksualnych. Może być dokonana przez rozmowę, wręczanie pisma do przeczytania, umawianie się co do przyszłych czynów, znaki, gesty, spojrzenia, dotyk. Definiowana jest przez prawo kanoniczne. Sprawca może być ukarany karą poprawczą, zakazem sprawowania władzy lub urzędu kościelnego, usunięciem z danego terytorium lub wydaleniem ze stanu duchownego. Podlega jurysdykcji sądu kościelnego, może być również przestępstwem w ujęciu świeckiego prawa karnego w zależności od okoliczności (np. nakłanianie osób nieletnich, szantaż).

## Historia
Odkąd sobór laterański IV (1215) nałożył wiernym coroczny obowiązek spowiedzi, zaczęła się upowszechniać spowiedź indywidualna. Niektórzy pozbawieni skrupułów kapłani zaczęli wykorzystywać tę posługę jako okazję do uwiedzenia penitenta do pewnej formy zbliżenia seksualnego. W XVI w. Kościół zaczął formułować prawa, które dążyły do uśmierzenia tego procederu i ukarania winnych. Kwestię postępowania w przypadku podejrzeń o solicytację regulowały dekrety papieskie z lat: 1561, 1622, 1741, 1869, 1917, 1922, 1962, 1983 i 2001.

Przestępstwo solicytacji zachodzi, gdy ksiądz — w trakcie samej czynności sakramentu spowiedzi; przed lub natychmiast po spowiedzi; w związku z lub pod pretekstem spowiedzi lub nawet bez związku ze spowiedzią, (ale) w konfesjonale lub innym miejscu, przeznaczonym do wysłuchiwania spowiedzi i sprawiającym wrażenie, że wysłuchuje się tam spowiedzi — próbował nakłonić lub sprowokować penitenta (kimkolwiek on lub ona by byli) do niemoralnych lub nieprzyzwoitych czynów, czy to przy użyciu słów, znaków, skinięć głową, dotyku lub poprzez wiadomość na piśmie (przeznaczoną do przeczytania od razu lub później) lub zuchwale poważył się mieć niestosowną albo nieprzyzwoitą rozmowę lub wzajemny stosunek z tą osobą

### Statystyki
Badania na podstawie dokumentów trybunałów hiszpańskich ujawniły, że w latach 1723–1820 zostało przeprowadzonych 3775 postępowań, zakończonych stwierdzeniem winy.

### Obecnie obowiązujące przepisy
Kapłan, który podczas spowiedzi lub z jej okazji lub pod jej pozorem nakłania penitenta do grzechu przeciw szóstemu przykazaniu Dekalogu, powinien być, stosownie do ciężkości przestępstwa, ukarany suspensą, zakazami lub pozbawieniami, a w poważniejszych przypadkach wydalony ze stanu duchownego.

Kto wyznaje w spowiedzi, że niewinnego spowiednika fałszywie oskarżył przed władzą kościelną o przestępstwo nakłaniania do grzechu przeciw szóstemu przykazaniu, nie powinien być rozgrzeszony, dopóki formalnie nie odwoła fałszywego doniesienia i nie wyrazi gotowości naprawienia szkód, jeżeli takie wynikły.